# Municipio de Western (Nebraska)
El municipio de Western (en inglés: Western Township) es un municipio ubicado en el condado de Knox en el estado estadounidense de Nebraska. En el año 2010 tenía una población de 63 habitantes y una densidad poblacional de 0,87 personas por km².

## Geografía
El municipio de Western se encuentra ubicado en las coordenadas 42°42′52″N 98°14′43″O / 42.71444, -98.24528. Según la Oficina del Censo de los Estados Unidos, el municipio tiene una superficie total de 72.61 km², de la cual 72,45 km² corresponden a tierra firme y (0,22 %) 0,16 km² es agua.

## Demografía
Según el censo de 2010, había 63 personas residiendo en el municipio de Western. La densidad de población era de 0,87 hab./km². De los 63 habitantes, el municipio de Western estaba compuesto por el 100 % blancos. Del total de la población el 0 % eran hispanos o latinos de cualquier raza.